# Hannah Neumann
Hannah Neumann (nascida em 3 de abril de 1984) é uma política alemã da Aliança 90 / Os Verdes, que atua como membro do Parlamento Europeu desde 2019.

## Carreira
Neumann trabalhou como assistente legislativo de Tom Koenigs (2013-2014) e como chefe de gabinete de Omid Nouripour (2014-2016) no Bundestag alemão.
Neumann é membro do Parlamento Europeu desde as eleições europeias de 2019. Desde então, ela tem servido no Subcomité de Direitos Humanos e no Subcomité de Segurança e Defesa. Além das suas atribuições nas comissões, ela preside à delegação do Parlamento para as relações com a Península Arábica e é membro do Intergrupo do Parlamento Europeu para os Direitos LGBT.

## Outras atividades
- Conselho Alemão de Relações Internacionais (DGAP), Membro do Presidium (desde 2019)[6]